# Katedra św. Marii Magdaleny we Wrocławiu
Katedra św. Marii Magdaleny we Wrocławiu – gotycki kościół we Wrocławiu, między ulicami Szewską i Łaciarską w pobliżu Rynku, dawniej jedna z dwóch far miejskich (obok kościoła św. Elżbiety), obecnie katedra diecezji wrocławskiej Kościoła Polskokatolickiego w RP, należąca do parafii pod tym samym wezwaniem. Proboszczem katedry jest ks. Piotr Mikołajczak.
Od 1523 pierwsza świątynia protestancka we Wrocławiu.

## Historia i architektura kościoła

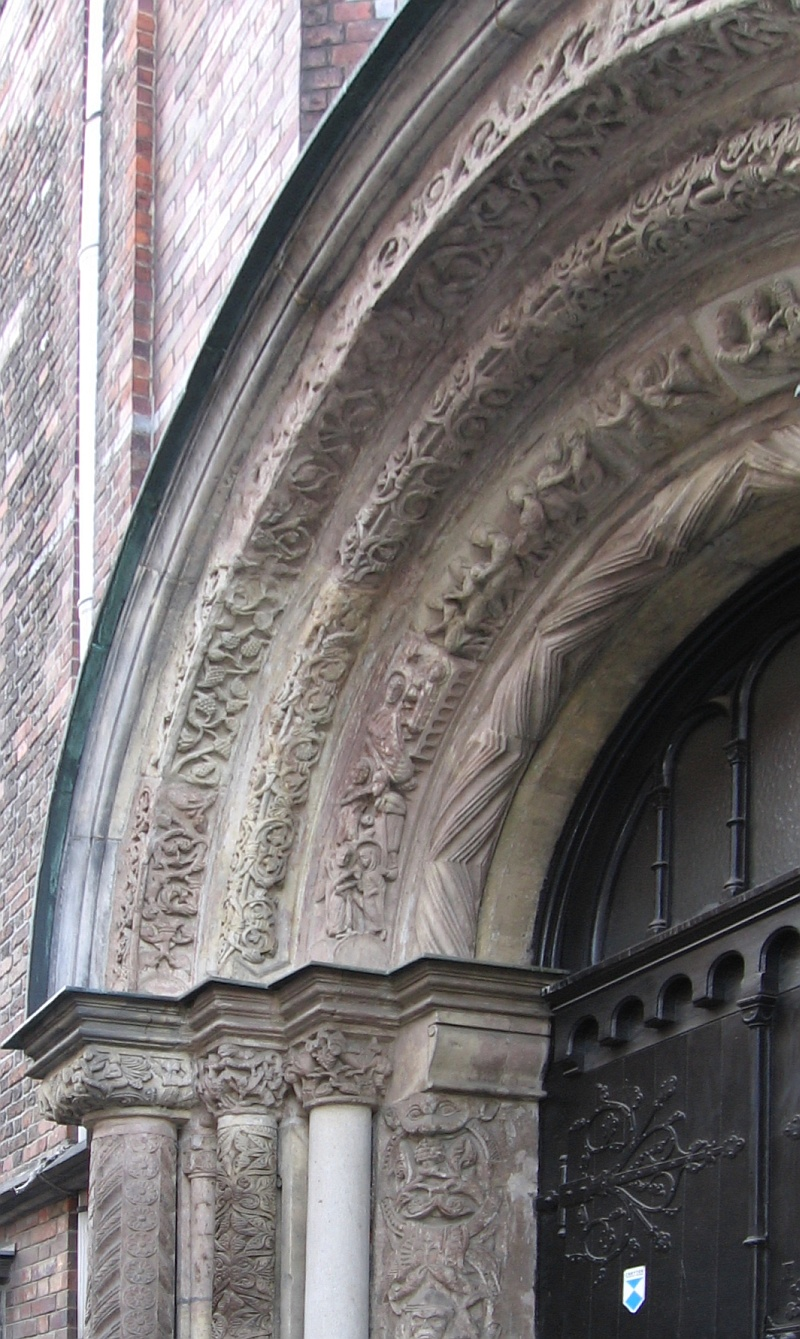
Detal kapiteli i archiwolty romańskiego Portalu Ołbińskiego z Opactwa św. Wincentego w południowej elewacji

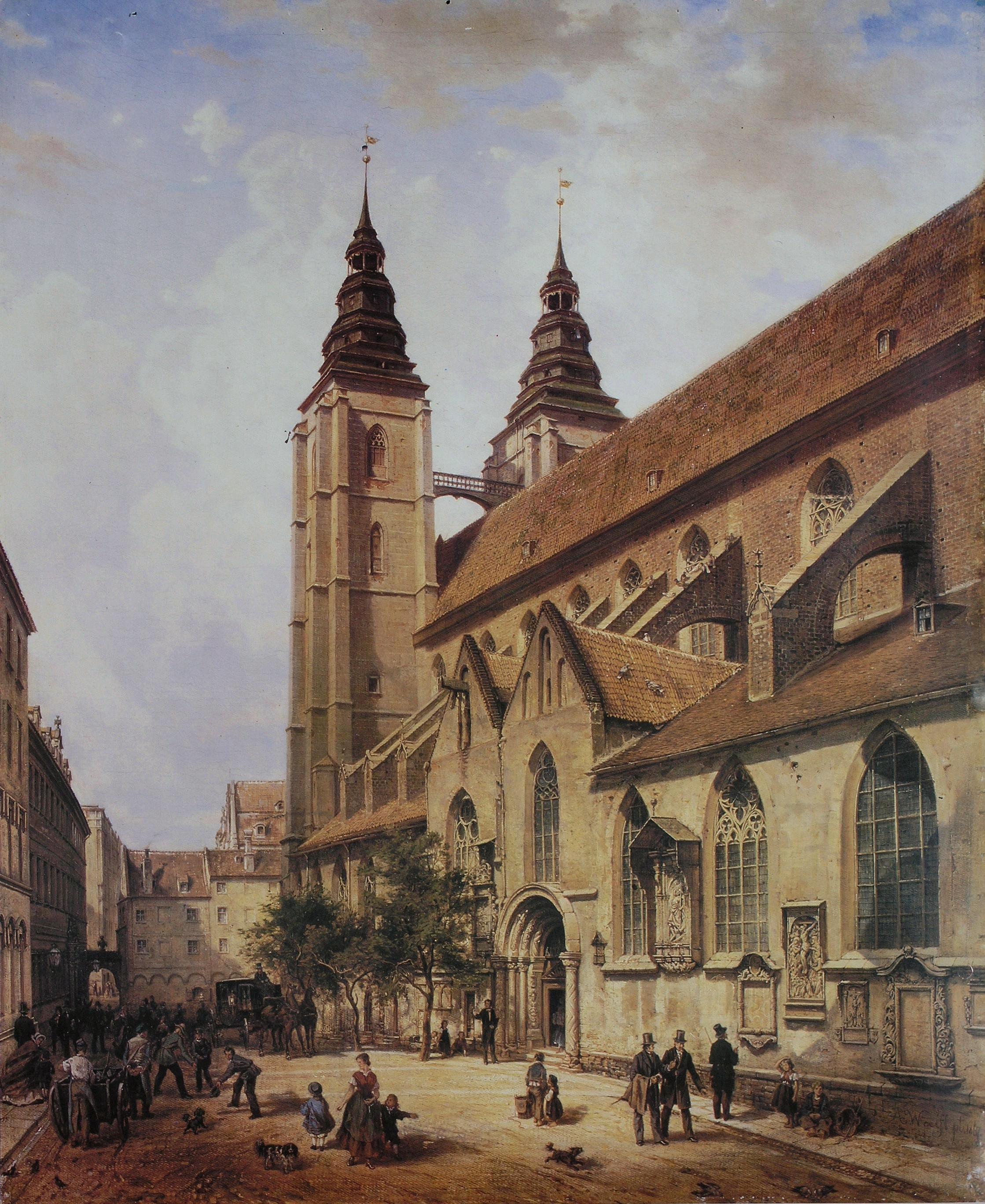
Widok w roku 1867 na obrazie Adelberta Woelfla

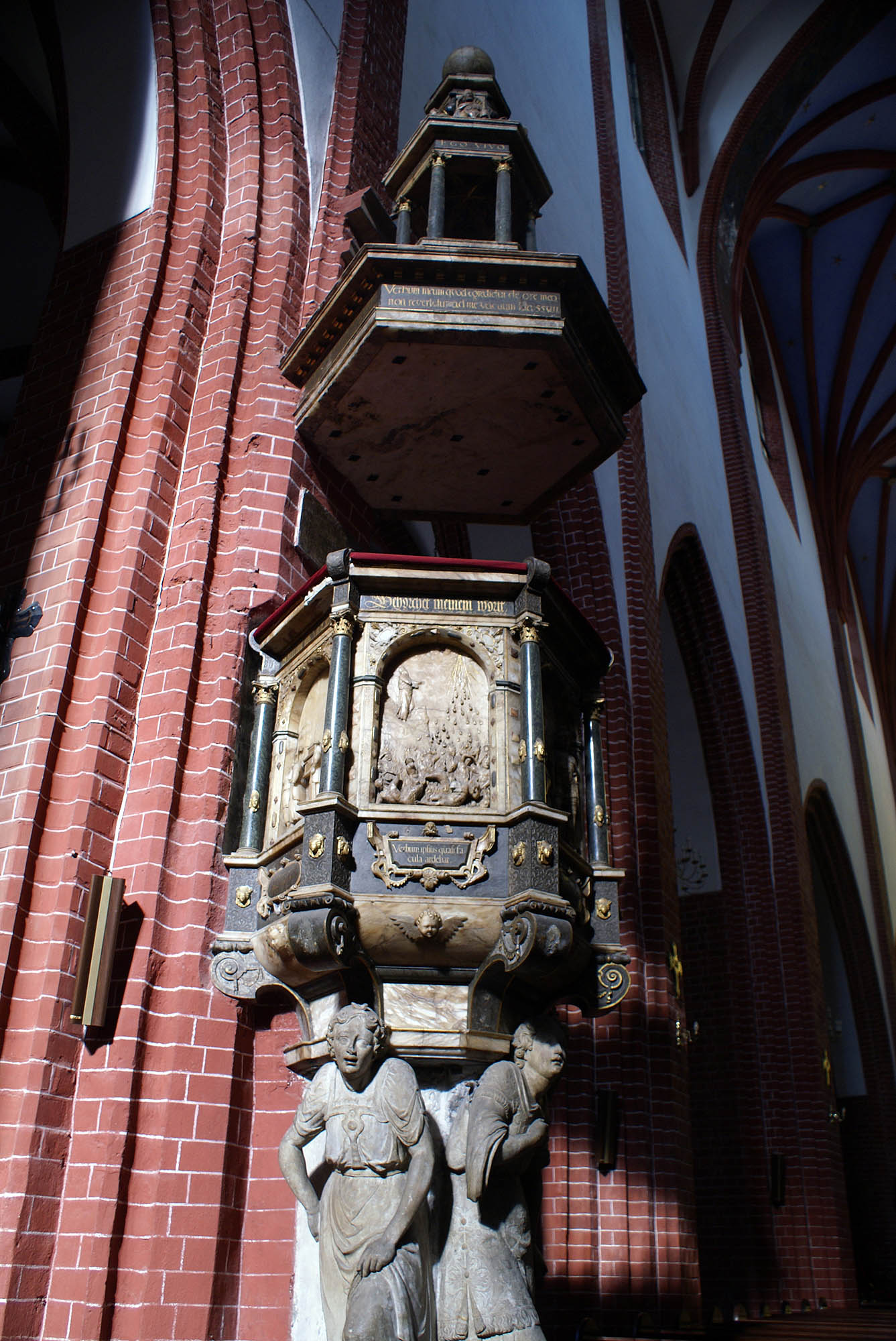
Renesansowa ambona

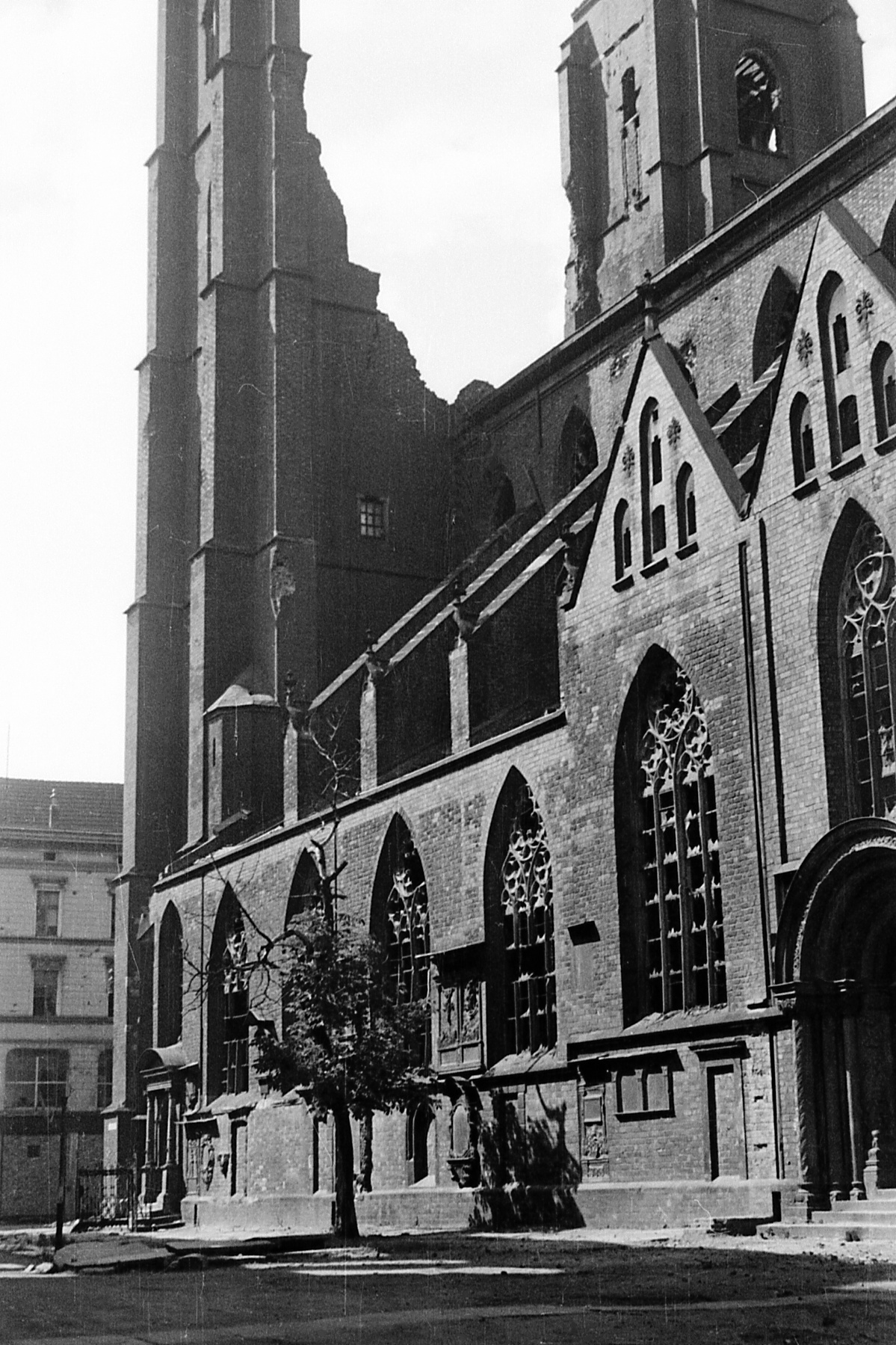
Widok kościoła przed odbudową, około 1950

Pierwszy kościół w tym miejscu powstał już pod koniec XI wieku. Do rangi parafialnego został wyniesiony przez biskupa wrocławskiego Wawrzyńca po przekazaniu 1 maja 1226 dominikanom kościoła św. Wojciecha – pierwszego kościoła parafialnego lokacyjnego miasta. Według niektórych źródeł zamiast starszego kościoła wzniesiono wówczas od podstaw romańską świątynię pod wezwaniem św. Andrzeja Apostoła i św. Marii Magdaleny i ukończono ją w 1232, jednak już w czasie najazdu mongolskiego w 1241 uległa ona zniszczeniu. Kolejny kościół, zapewne w romańsko-gotyckim stylu przejściowym, powstał w latach 1242–1248. Po pożarze z 8 maja 1342 zdecydowano się zbudować nowy, większy, późnogotycki już kościół wykorzystujący wiele starszych fragmentów, który powstał w latach 1342–1362 i poza górnymi kondygnacjami wież uzyskał współczesny kształt.
Bazylikowy kościół bez transeptu posiada sześcioprzęsłową nawę oraz prosto zamknięte prezbiterium bez obejścia. Od północy przylega do prezbiterium dwukondygnacyjna zakrystia. Nawy sklepione są krzyżowo-żebrowo, prezbiterium gwiaździście, a przedłużone nawy boczne przy nim – trójdzielnie. Łęki przyporowe znajdują się wysoko, ponad dachami naw bocznych. Ogólny kształt architektoniczny kościoła jest zapewne echem ukończonej w tym okresie katedry, zwłaszcza zaś szersze przęsła wzniesionego przez mistrza Pieszkę prezbiterium, przypominające centralne przęsło katedry. Kościół ma łączną długość 62,8 m, zaś jego szerokość wynosi 32,1 m przy wysokości murów nawy głównej 22,9 m, a bocznych – 9,4 m.
W XV w. ukończono wieże; w 1459 po raz pierwszy wzmiankowano Mostek Czarownic (Pokutnic) łączący je na wysokości ostatniej kondygnacji, zaś w 1481 ukończono pokryte blachą ołowianą stożkowe hełmy. Już 1 września 1358 zawieszono pierwszy dzwon, a od 1386 w wieży południowej znajdował się odlany przez Michaela Wildego Dzwon Grzesznika – największy dzwon Śląska o obwodzie 6,30 m i wysokości wewnątrz 1,80 m. Do jego rozkołysania potrzeba było 37 sekund, używany był przy największych świętach. W portalu głównym umieszczono wykonaną w 1440 rzeźbę przedstawiającą patronkę kościoła, zaś w 1447 kolejną – przedstawienie Chrystusa i Marii. W XV i XVI w. wzniesiono otaczające kościół kaplice, w 1546 przeniesiono tu romański portal główny z wyburzonego kościoła opackiego na Ołbinie i wmurowano w elewację południową. Kościół posiadał w 1512 16 kaplic i 58 ołtarzy.
23 października (według innych źródeł 23 kwietnia) 1523 Johannes Heß wygłosił w kościele Marii Magdaleny pierwsze na Śląsku kazanie ewangelickie i mimo sprzeciwu kapituły katedralnej wkrótce został jego proboszczem. Odtąd będący własnością rady miejskiej kościół był świątynią protestancką. Po katastrofie budowlanej, która dotknęła hełm wieży kościoła św. Elżbiety, ze względów bezpieczeństwa usunięto w 1533 nadwątlony hełm z wieży południowej, a 1564 z północnej. W latach 1564–1581 wzniesiono nowe pokryte miedzią hełmy o formach renesansowych. W północnej wieży zawieszono dwa nowe dzwony, które nazwano Tureckimi, gdyż powstały w okresie największych obaw przed inwazją Imperium Osmańskiego. Elewacje kościoła otynkowano, zaś dachy naw bocznych podniesiono ponad poziom łęków przyporowych, gdyż wbudowano tam empory, co znacznie zmniejszyło dopływ światła do wnętrza. W latach 1722–1724 zbudowano w przęśle pomiędzy wieżami według projektu Georga Urbansky’ego nowy prospekt organowy.
23 marca 1887 podczas obchodów 90. urodzin cesarza Wilhelma I zapaliła się od fajerwerków północna wieża. Jej hełm, a wraz z nimi Dzwony Tureckie, uległy zniszczeniu. Rozważano przywrócenie zniszczonej wieży form gotyckich, ostatecznie pod presją opinii publicznej w latach 1890–1892 odtworzono ją w dawnym kształcie pod kierunkiem Karla Lüdeckego i R. Plüddemanna. Jednocześnie jednak regotycyzowano wnętrze kościoła, zastępując prospekt organowy nowym, a w 1909 skuto renesansowe tynki sgraffitowe z elewacji.
W ostatnich dniach II wojny światowej kościół stracił w pożarze hełmy wież i dach nawy, jednak mury zachowały się w stosunkowo dobrym stanie. 17 maja 1945 wybuch (prawdopodobnie miny) rozerwał wieżę południową – jej północna połowa runęła, niszcząc również mostek między wieżami, ścianę szczytową i portal główny (zachodni) kościoła wraz z cennymi rzeźbami. Zniszczone zostały sklepienia, a także zabytkowy Dzwon Grzesznika. Romański Portal Ołbiński przetrwał bez uszkodzeń.
Do 1948 w zakrystii odbywały się nabożeństwa ewangelickie.
Kościół prowizorycznie zabezpieczono w 1947, odbudowując południową wieżę (pionowa rysa rozpoznawalna jest do dziś), zaś całkowitej odbudowy dokonano w latach 1960–1970, a 27 maja 1972 przekazano go polskokatolikom. Podczas prac restauracyjnych prowadzonych w latach 1960–1963 w południowo-wschodniej części kościoła odkryto fragmenty starszej świątyni z II poł. XII i pocz. XIII wieku.
We wnętrzu zachowała się renesansowa ambona z lat 1579–1581. Na przełomie XX i XXI w. odnowiono dach, przywracając tradycyjną kolorową dachówkę (czerwono-zielona szachownica) i odbudowując mostek. Planuje się rekonstrukcję hełmów renesansowych.

## Galeria

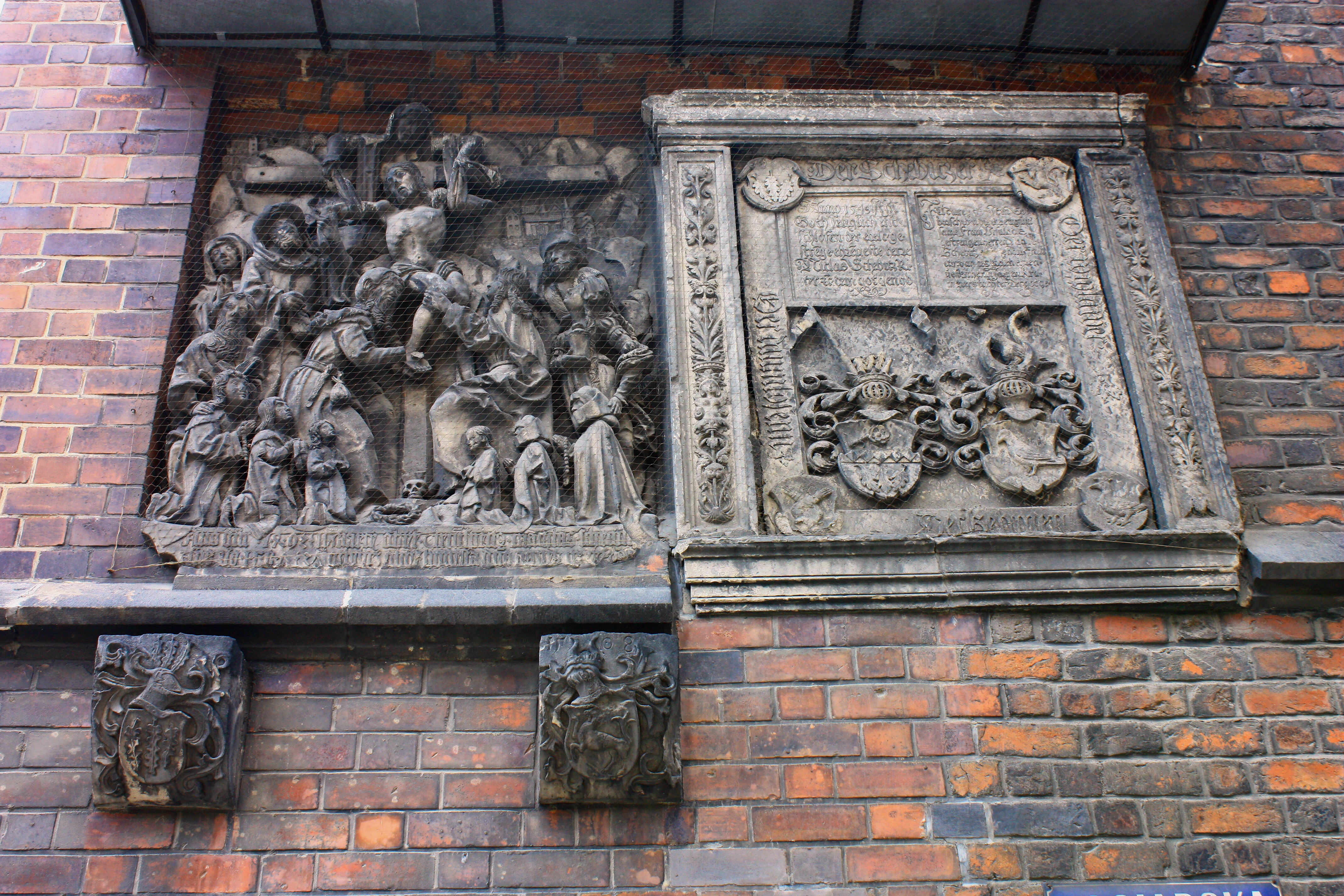
Epitafium Matthiasa i Agnes Schebitz
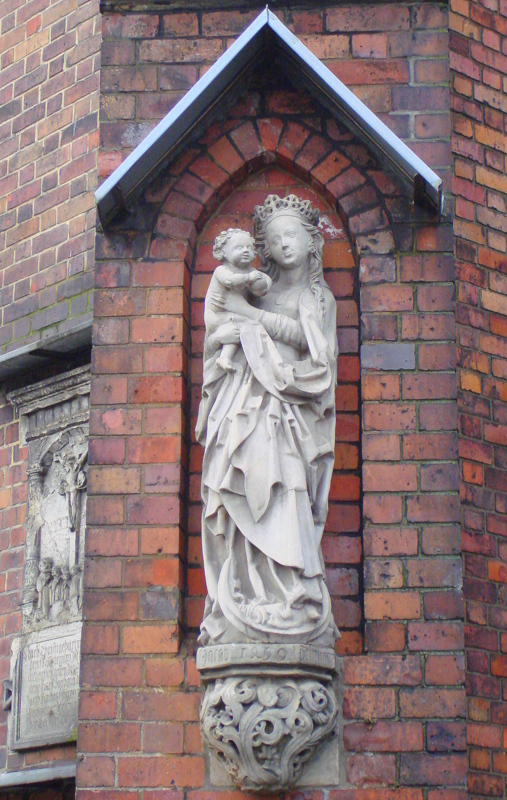
Madonna z Dzieciątkiem na elewacji
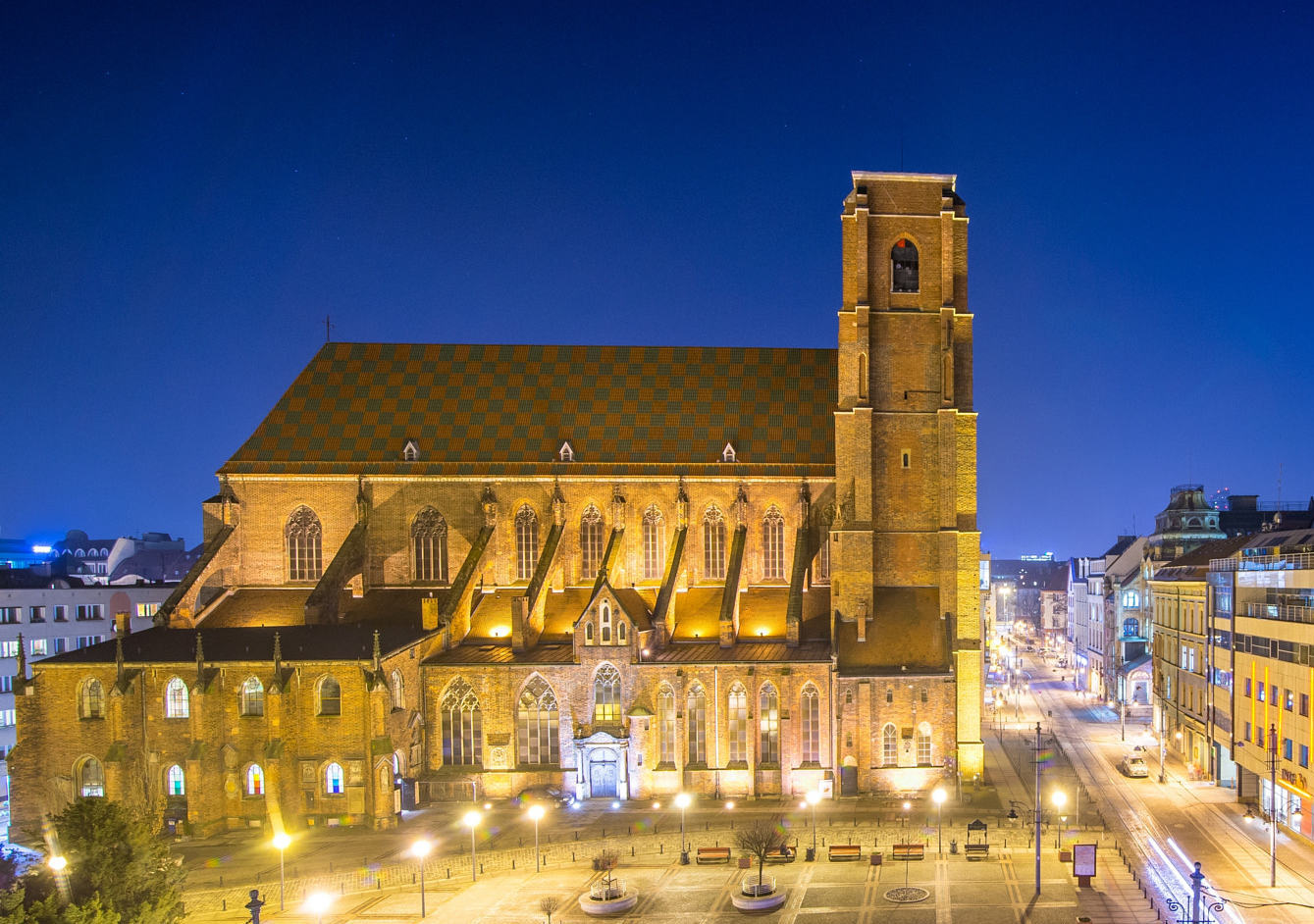
Widok z ul. Szewskiej
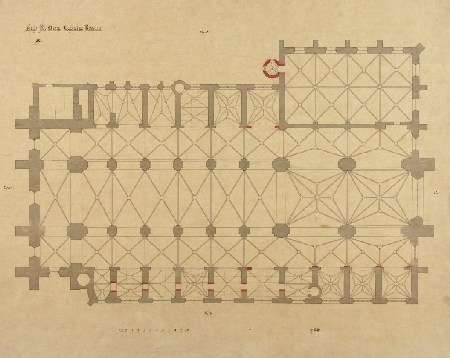
Rzut kościoła wg K. B. Lüdeckego
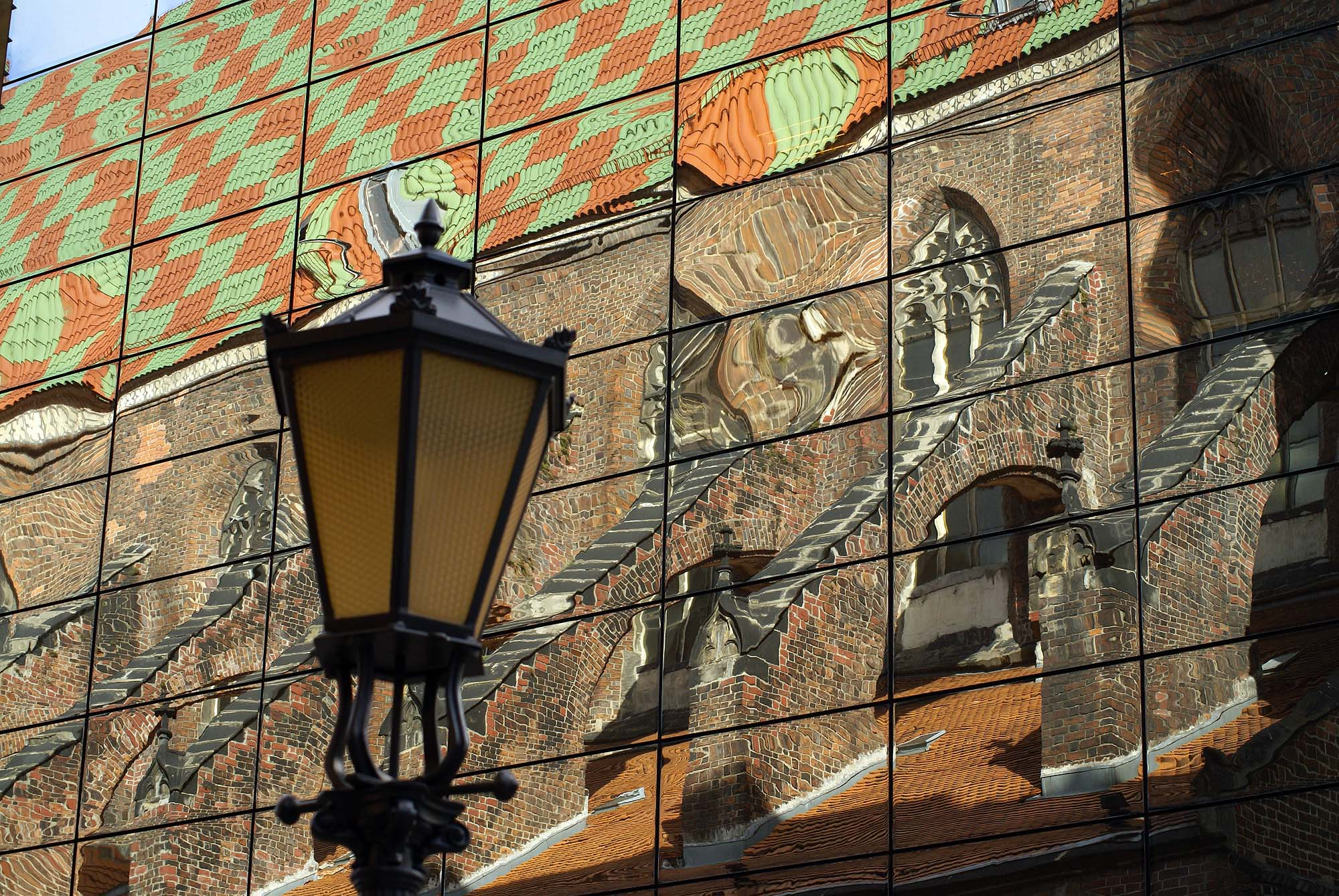
Odbicie fasady katedry
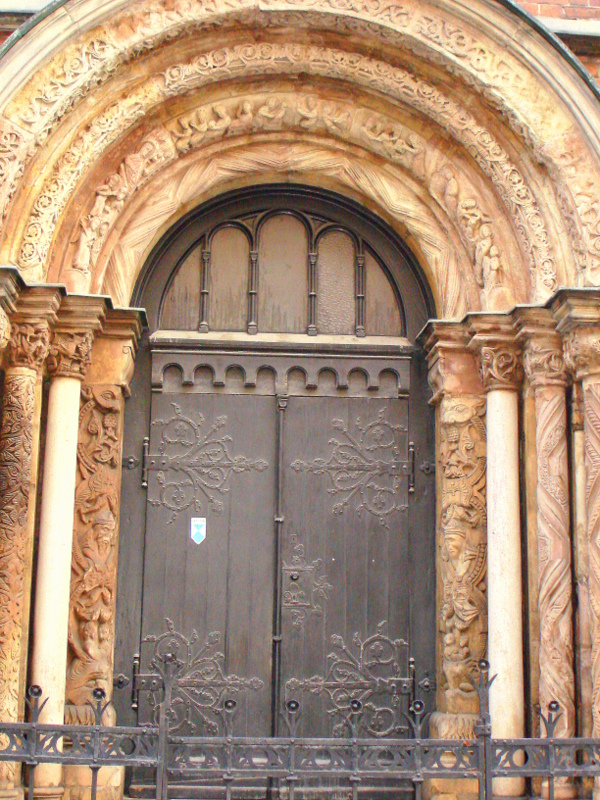
Romański Portal Ołbiński
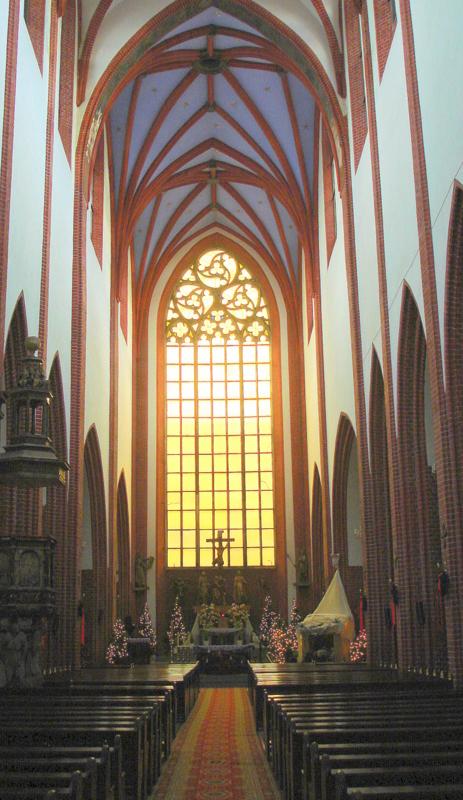
Wnętrze
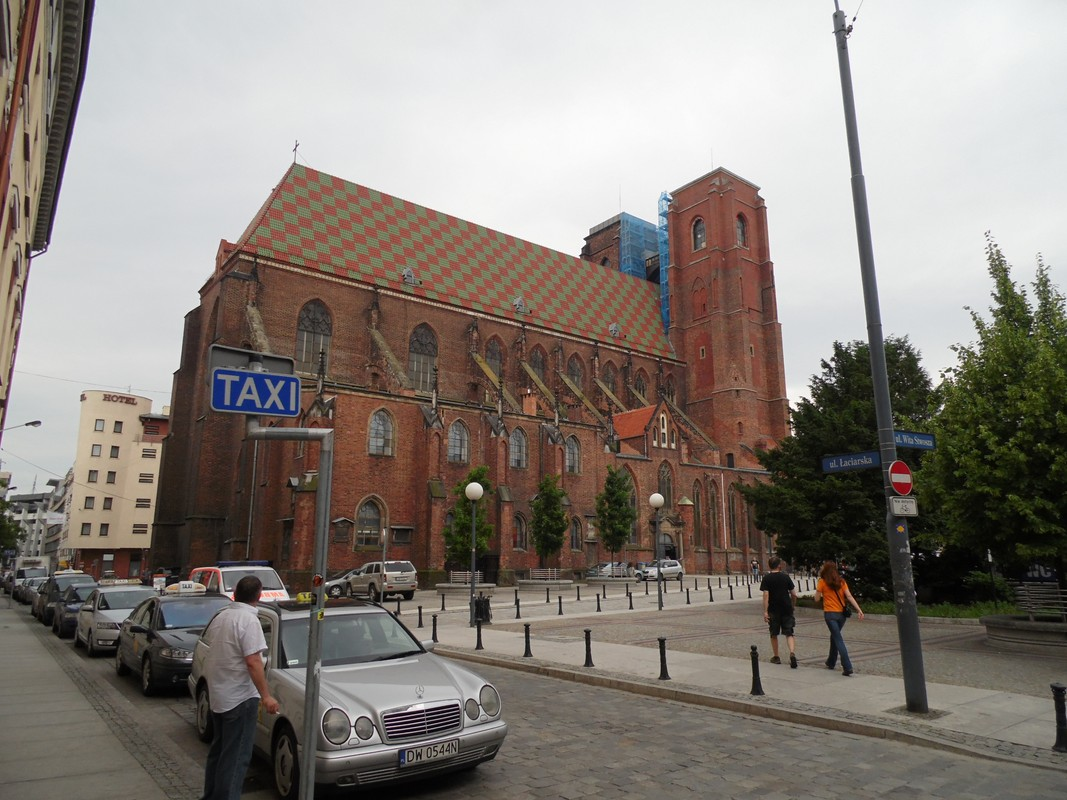
W czasie remontu wież (2014)
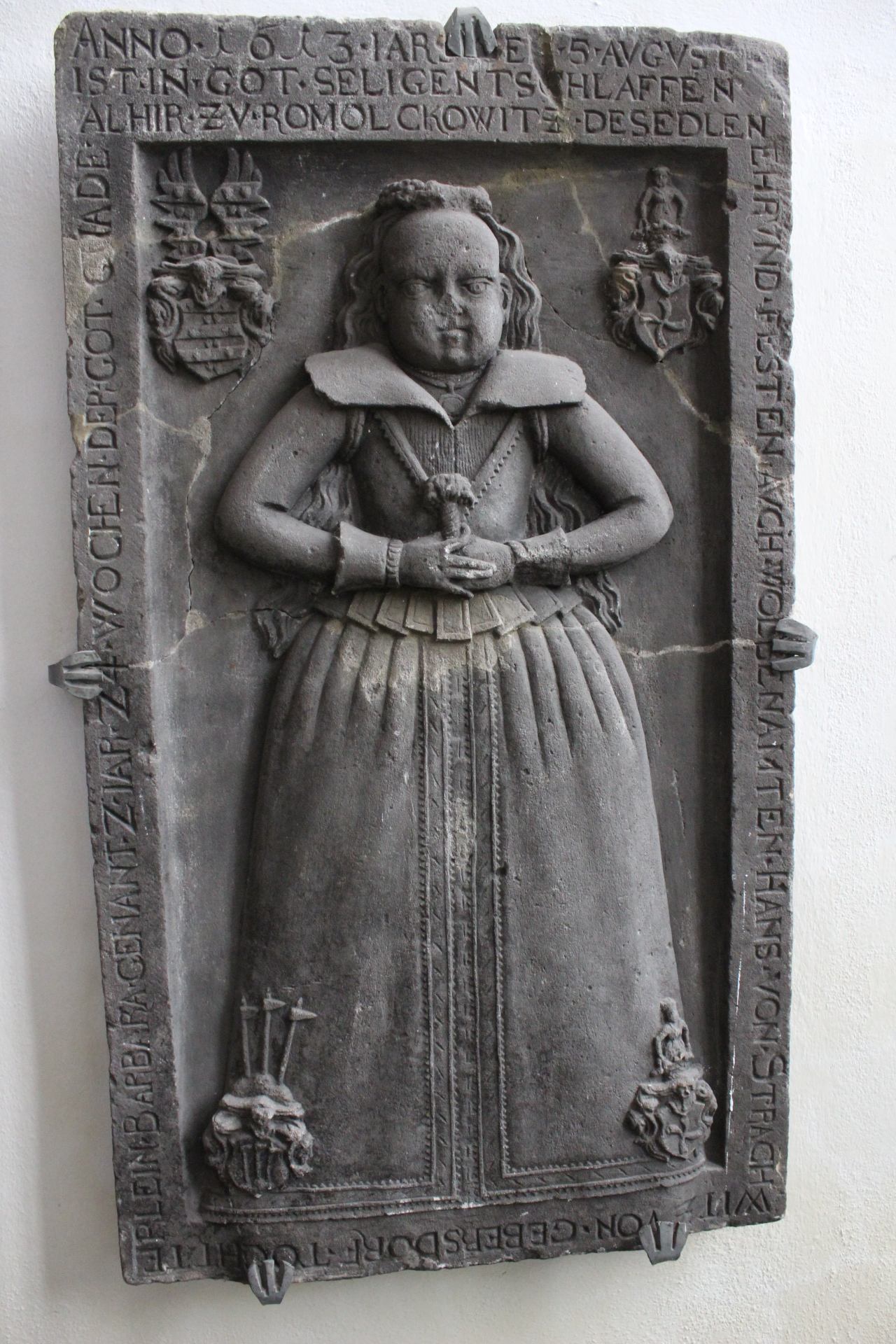
Barbara von Strachwitz
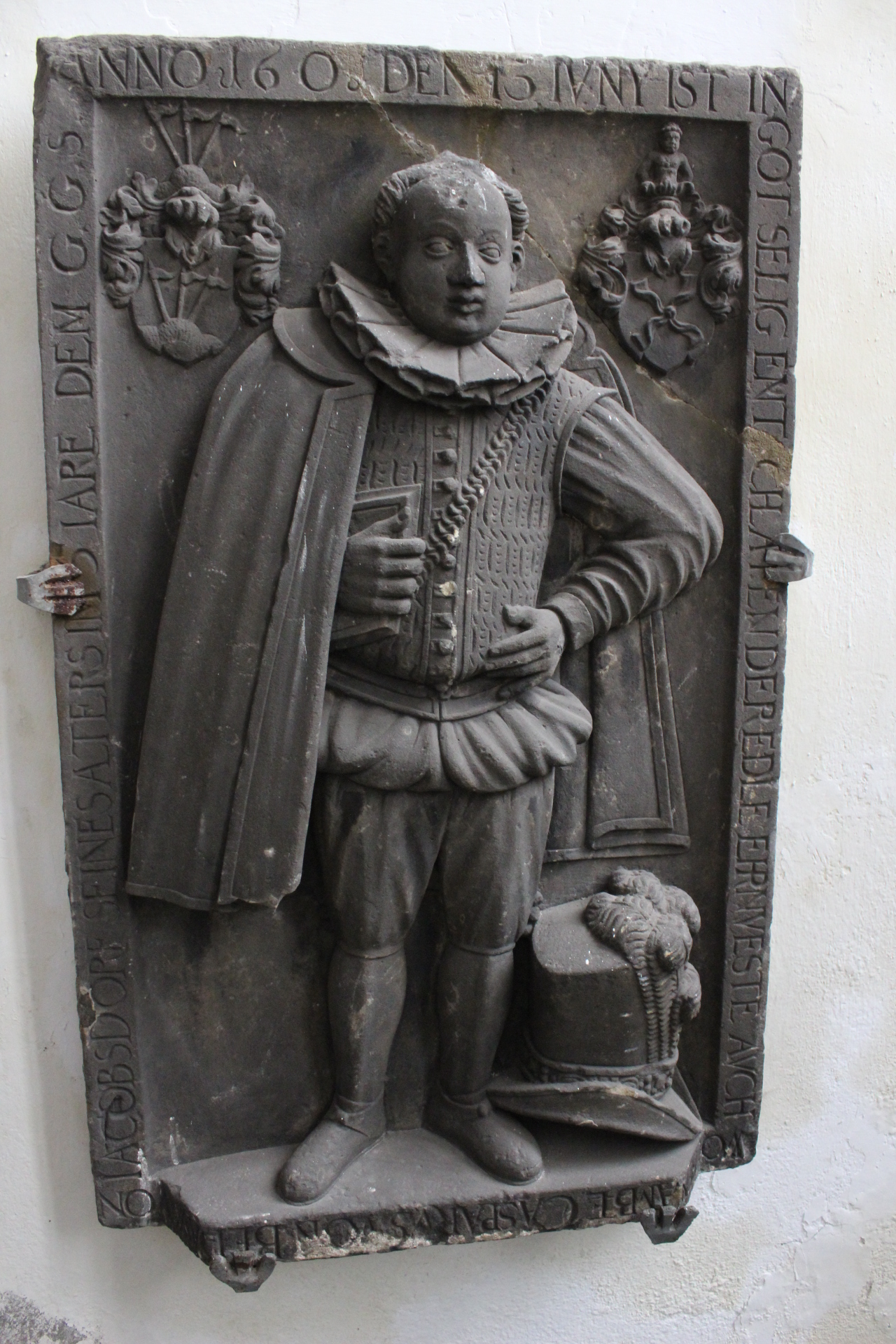
Casper von Biedau (Bedaw)
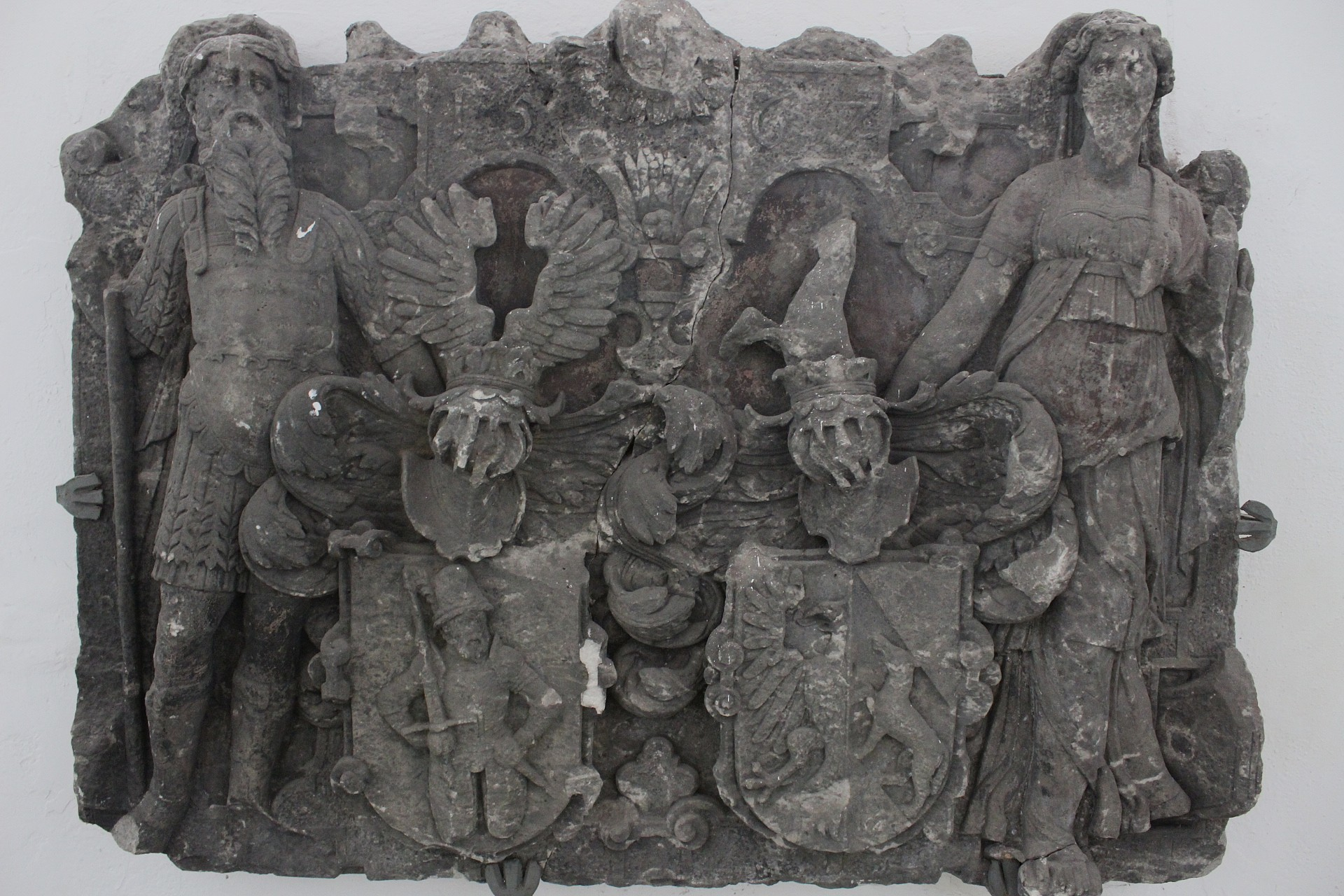
Herb von Uthmann (lewy)
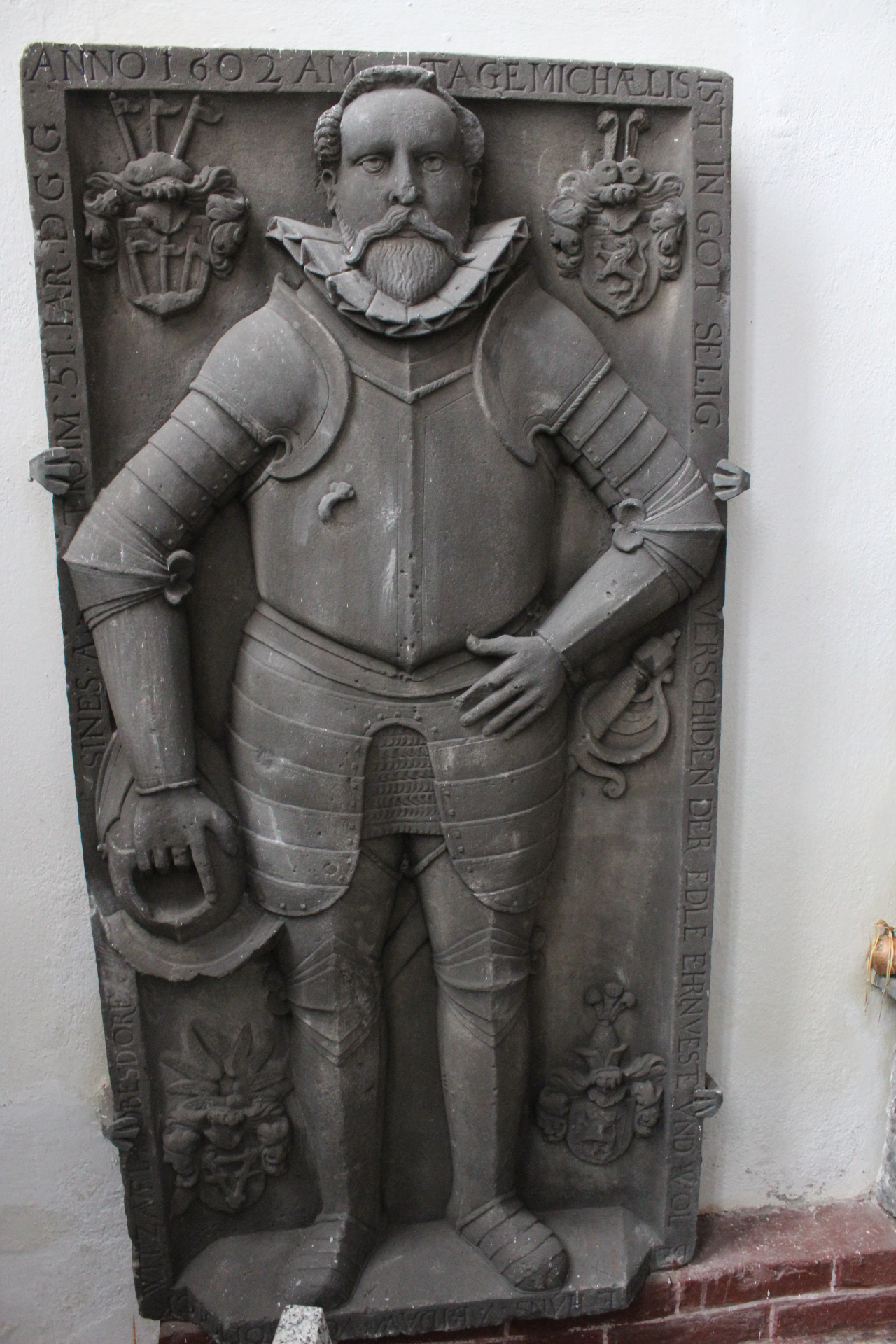
Hans von Bedaw (zm. 1602)
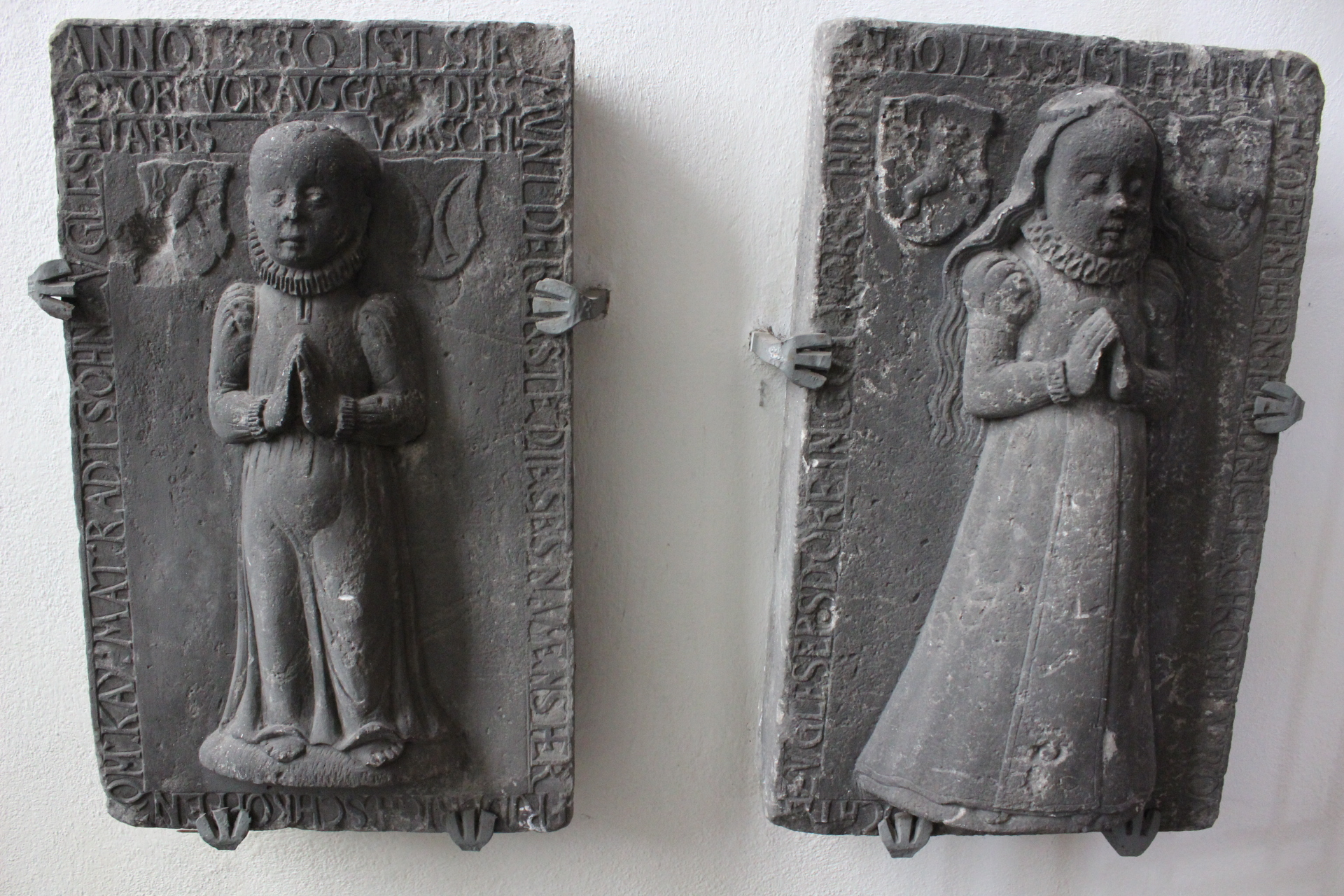
Siegemunt (L) i Helena von Schkopp
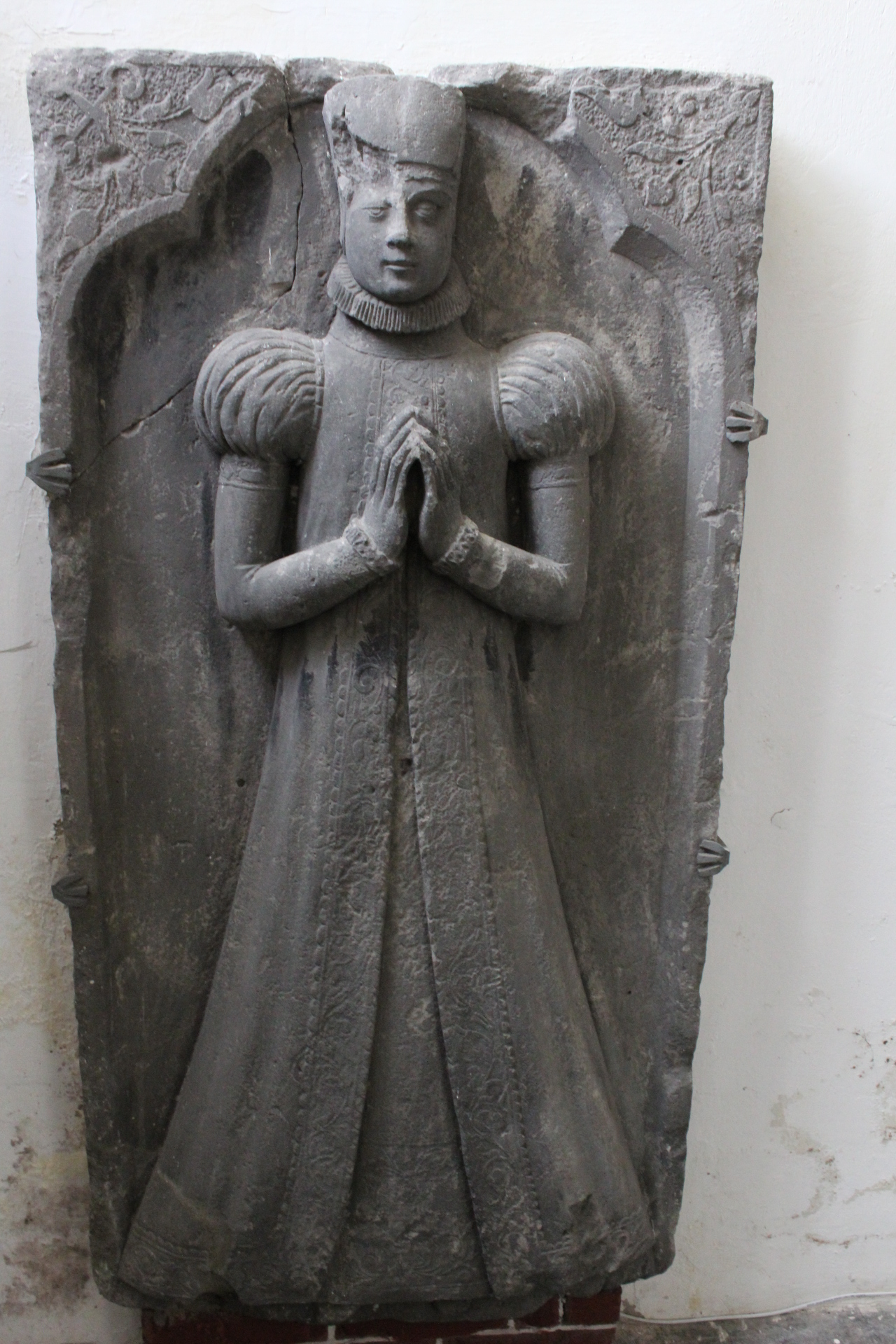
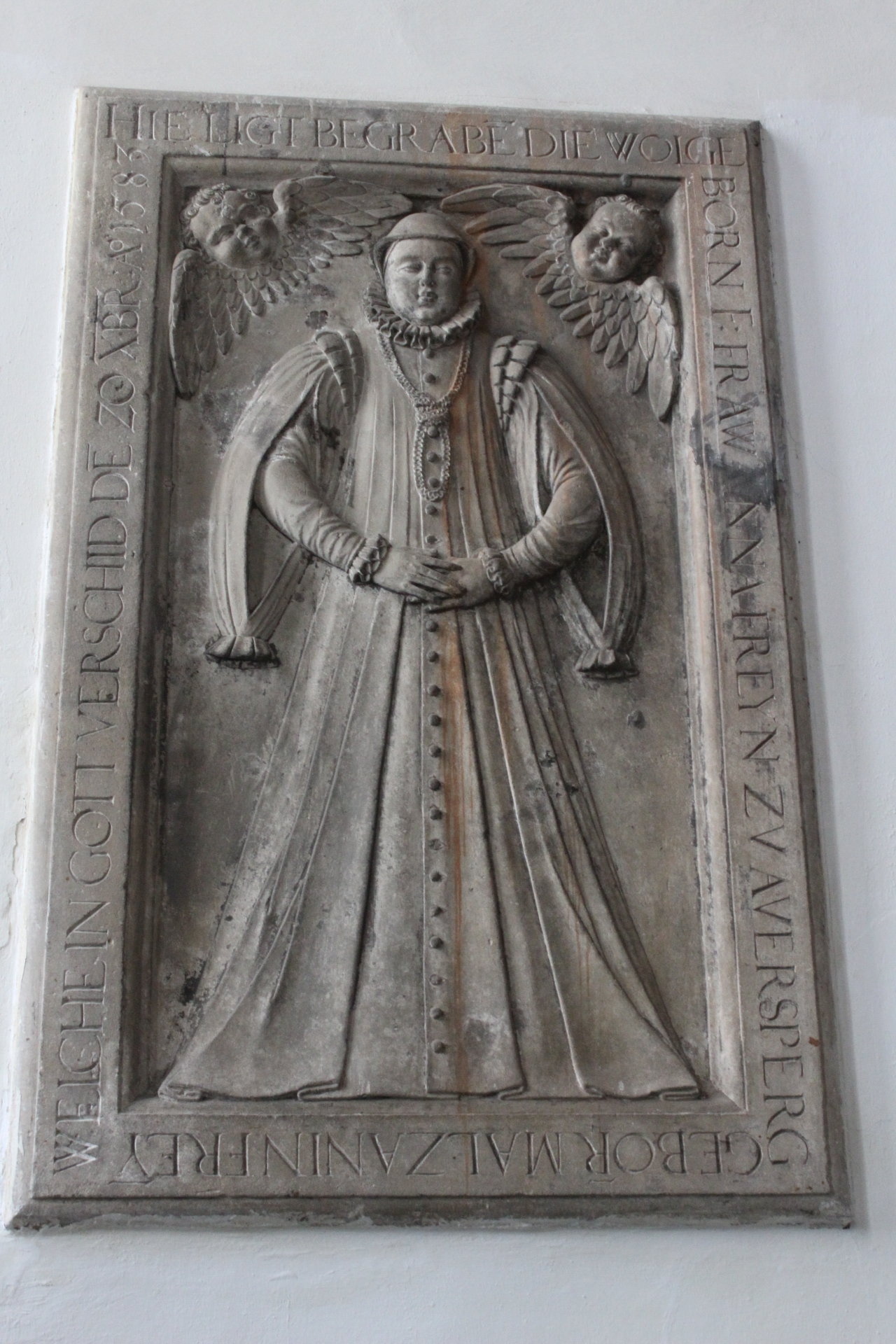
Anna von Auersberg
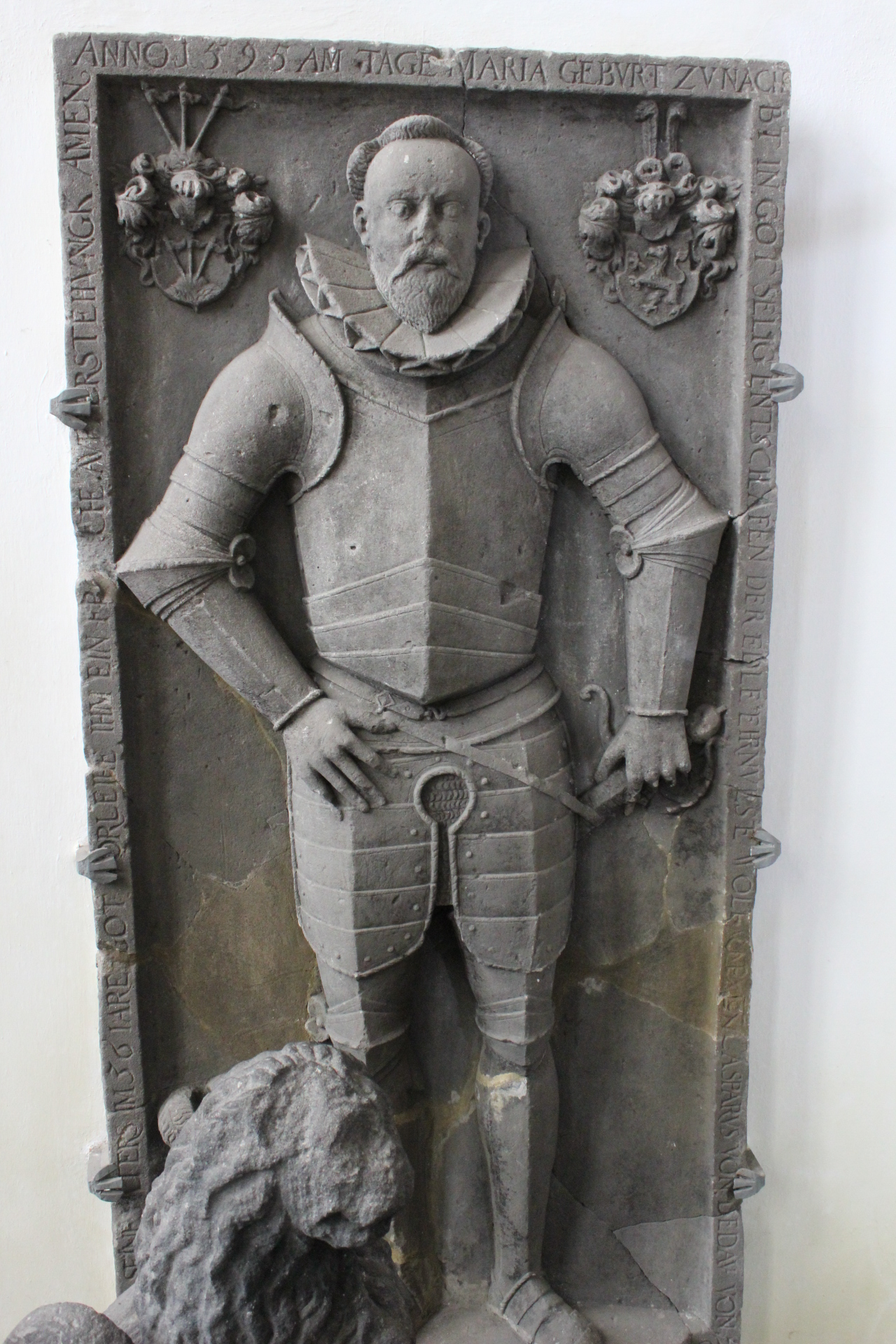
Lasparus von Bedaw (zm. 1595)

## Inne katedry we Wrocławiu
Poza polskokatolicką katedrą we Wrocławiu znajdują się jeszcze cztery katedry należące do innych wyznań. Są to:
- greckokatolicka katedra św. Wincentego i św. Jakuba
- luterański kościół Opatrzności Bożej – siedziba biskupa, odpowiednik katedry
- rzymskokatolicka archikatedra św. Jana Chrzciciela
- prawosławna katedra Narodzenia Przenajświętszej Bogurodzicy